# Cancioneiro das Testemunhas de Jeová
Atualmente, o livro de cânticos intitula-se Cante de coração para Jeová (Brasil) ou Cantemos com Alegria’ a Jeová (Portugal), e é utilizado exclusivamente pelas Testemunhas de Jeová. É composto por 151 cânticos, até então,  seguidos de textos temáticos extraídos da Bíblia. Todos os cânticos são de autoria de membros da própria religião. Tais cânticos louvam a Jeová.

## História
O entoar de cânticos sempre fez parte das reuniões das Testemunhas de Jeová. Muitos desses cânticos são orações expressas em forma de canção. Outros falam da esperança que as Testemunhas de Jeová nutrem no Reino de Deus. Outros destacam qualidades que, segundo a Bíblia, os cristãos devem desenvolver. Alguns destacam o serviço de pregação realizado pelas Testemunhas de Jeová, por exemplo, o cântico de número 83 - intitulado ''De casa em casa", que destaca o serviço de pregação feito de porta em porta. Ainda outros se encaixam perfeitamente em ocasiões como casamentos, funerais, cerimônias de batismo, celebrações anuais da Refeição Noturna do Senhor, cerimônias de dedicação de novos locais de adoração e oração.
O último cancioneiro foi lançado no ano de 2016, e, assim como os anteriores, os direitos autorais pertencem à Sociedade Torre de Vigia de Bíblias e Tratados, com sede mundial em Brooklyn, Nova York, EUA.
Algumas canções foram criadas debaixo das mais críticas condições, como foi o caso do cântico de número 61, intitulado "Avancem, Testemunhas!", que foi composto dentro de um campo de concentração nazista durante a Segunda Guerra Mundial, onde Testemunhas de Jeová, presas por exercerem sua fé e, assim, não apoiarem o partido de Hitler, nem participarem na frente de batalha alemã, compuseram um dos mais belos cânticos do cancioneiro.

## Cancioneiros usados ao longo da História
O primeiro cancioneiro da história foi lançado em 1905, intitulado: Hinos da Aurora do Milénio. Nesse cancioneiro havia 333 cânticos, publicados com a música. Com o passar do tempo, houve mudanças de entendimentos bíblicos, por isso se tornou necessário adequar as músicas aos novos entendimentos.
Por isso, em 1928 foi lançado o cancioneiro Cânticos de Louvor a Jeová. Nesse cancioneiro havia 337 cânticos. Era uma mistura de cânticos novos, escritos pelos Estudantes de Bíblia (como eram chamadas as Testemunhas de Jeová) e cânticos antigos.
Em 1942 foi lançado Cancioneiro do Serviço do Reino, esse tinha apenas 62 cânticos. Não havia nome de compositores.
Oito anos mais tarde, foi lançado em inglês o cancioneiro Cânticos em Louvor a Jeová (1954, em português). Com 91 cânticos, esse cancioneiro tinha temas mais atualizados e dispensava a linguagem arcaica. Foi traduzido em 18 línguas. Nesse cancioneiro, foi incluído, pela primeira vez, o cântico "Avante! Ó Testemunhas!" (hoje, "Avancem, Testemunhas!").
Em 1966 (1969 em português) foi lançado outro cancioneiro. Seu título era Cantando e acompanhando-vos com música nos vossos corações. Nesse cancioneiro havia 119 cânticos. O acompanhamento nas reuniões era orquestrado. Usava-se notação clássica.
Em 1984 (1985 no Brasil) foi lançado o cancioneiro Cantemos Louvores a Jeová, que foi usado até o final de dezembro de 2009. Nesse cancioneiro havia 225 cânticos. O acompanhamento nas reuniões era uma gravação de piano (assim como ocorria no cancioneiro atual até o início de 2016).
Em 2009, no congresso de distrito Mantenha-se Vigilante foi dado o anúncio de que a partir de janeiro de 2010 usar-se-ia um novo cancioneiro. A partir de outubro desse mesmo ano, as congregações passaram a receber o novo cancioneiro. Intitulado Cantemos a Jeová, o novo cancioneiro veio com 135 cânticos, sendo que 42 eram novos. Foi reduzido não só o número de cânticos, mas também o tamanho de muitos deles. O objetivo de reduzir os cânticos foi facilitar a memorização. Em Janeiro de 2010, todas as congregações passaram a utilizar esse novo cancioneiro em suas reuniões.
Em 2016, foi lançado um novo cancioneiro, agora com os novos 19 cânticos (136 a 154), porém foram removidos 03 cânticos que existiam no cancioneiro lançado em 2009. O cancioneiro "Cante de Coração para Jeová" passa a conter 151 cânticos no total, e tem a capa nos mesmos padrões de material e cores da Tradução do Novo Mundo revisada em 2013. Assim como a Bíblia, o novo cancioneiro está no formato de luxo, com as laterais prateadas. Ele foi revisado com base na "Tradução do Novo Mundo", sendo mais fácil de cantar. .

## O cancioneiroCantemos a Jeová
Nos Congressos de Distrito das Testemunhas de Jeová "Mantenha-se Vigilante" ocorridos em 2009, lançou-se o novo cancioneiro intitulado: Cantemos a Jeová. Este cancioneiro passou a ser utilizado nas reuniões a partir do início do ano de 2010. O cancioneiro foi revisado e adequado, pois parte das letras de alguns dos cânticos já estavam fora do contexto harmonizado com o entendimento derivado do estudo da Bíblia, segundo as Testemunhas de Jeová.
O cancioneiro estava disponível disponível e foi composto, até o fim de sua utilização, por 154 cânticos, novos e antigos reformulados.
Foram preservados neste cancioneiro alguns cânticos considerados favoritos, como Dedicação Cristã, A Criação Revela a Glória de Deus, Fixai os olhos no Prêmio, O Leal Amor de Deus, Vida Eterna — Enfim, Jeová é um Refúgio e Avante, Testemunhas (títulos usados no cancioneiro anterior), por exemplo.
Entre os 42 novos cânticos se destacavam o de número 89, intitulado O Pedido Amoroso de Jeová: "Seja Sábio, Meu Filho", baseado no texto bíblico de Provérbios 27:11. Este tem uma letra comovente, em que Jeová amorosamente convida os jovens a serem sábios e servi-lo. Também o de número 90, em que é destacado o valor das pessoas idosas, intitulado A beleza dos Cabelos Brancos. Agora Somos Um (87) e O que Jeová Uniu (36) são os dois novos cânticos relacionados ao casamento, os dois contêm belas letras e músicas que ressaltam a importância do casamento cristão. O cântico 75 Nossos Motivos de Alegria ressalta a alegria de servir a Deus, assim como o de número 74 A Alegria que vem de Jeová. Já o cântico 91 Meu Deus, Meu Amigo e Pai nos diz que podemos contar com a ajuda de Deus ao lidar com dificuldades. Pregue a Palavra (92), Busquem os Merecedores (96) nos falam da obra de pregação promovida pelas Testemunhas de Jeová. Os cânticos Construímos com Amor (126) e Um Lugar que Leva Teu Nome (127) falam sobre as construções de Salões do Reino. O cântico 130, O Milagre da Vida, lembra-nos das dádivas de Deus. Um cântico que se tem mostrado muito emocionante e querido é o de número 111, intitulado Ele chamará!. Este fala, com uma melodia profunda e sincera, da esperança que a Bíblia dá para os que já adormeceram na morte, baseado em Jó 14:13-15. Também o cântico intitulado Imagine a si mesmo no Paraíso (134), fala da esperança de vida eterna num paraíso na Terra, conforme a Bíblia promete em Salmo 37:29, 2 Pedro 3:13 e Apocalipse 21:3-5. Também, o Busquem a Deus para obter livramento (133) fala sobre confiarmos em Deus, que em breve Cristo trará o fim da angústia que hoje dificulta a vida na Terra. Em 2014, foi anunciado que seriam lançados novos cânticos, que complementariam o cancioneiro já usado. Entre eles o 136, O Reino de Deus é uma Realidade, que ele venha!, que fala sobre o Reino de Deus. Também o 138 Teu nome é Jeová, cântico que tem como poesia o entendimento do significado do nome Jeová, fundo poético lembrando cânticos que foram descontinuados em 2009, como 'Eu sou Jeová'. Também foi lançada uma canção para lembrar os que servem na modalidade de tempo integral do trabalho de pregação, o cântico 140 intitulado A vida de um pioneiro, com temática parecida com o já existente cântico 95 'Provem e vejam que Jeová é bom'.
Em 2015 foi anunciado a todas as congregações das Testemunhas de Jeová que o arranjo musical nas reuniões passaria a ser em orquestra, descontinuando ao longo do tempo os arranjos em piano que até então eram executados nas reuniões havia 25 anos, enquanto nos grandes ajuntamentos (assembleias e congressos, como são chamados) já era utilizada uma versão orquestrada todos os anos. As novas melodias orquestradas começaram a ser usadas nas reuniões em fevereiro de 2016.

## Cante de Coração para Jeová
Em 2 de outubro de 2016, foi lançado um novo cancioneiro, agora com os novos 19 cânticos (136 a 154), porém foram removidos três cânticos que existiam no cancioneiro lançado em 2009, trata-se dos cânticos "Fujam para o Reino de Deus!" (16), "A prova de que somos discípulos" (25) e "Apeguem-se a Jeová" (51). O cancioneiro "Cante de Coração para Jeová" contém 151 cânticos no total e tem a capa nos mesmos padrões de material e cores da Tradução do Novo Mundo revisada, lançada em 2013, inicialmente em inglês. Assim como a Bíblia usada pelas Testemunhas de Jeová, o novo cancioneiro está no formato de luxo, com as laterais prateadas. Ele foi revisado com base na Tradução do Novo Mundo revisada, lançada em português em 2015 no Brasil e em 2016 em Portugal, sendo mais fácil de cantar.

## Utilização
Os cânticos são escolhidos de acordo com o assunto abordado nas reuniões das Testemunhas de Jeová e todos os presentes naquela ocasião, em demonstração de respeito, são convidados a ficarem de pé  e entoarem o cântico em uníssono. Não há orquestra no local, somente uma gravação com arranjos musicais gravados pela Orquestra Watchtower é reproduzida enquanto a assistência a acompanha com sua voz. De fato, as Testemunhas de Jeová acreditam que seus cânticos, quando entoados de coração, achegam-nas mais a Deus.

## Ligaçõesexternas
- «Página Oficial das Testemunhas de Jeová»Download das melodias do novo Cancioneiro, Cantemos a Jeová
- «Letras do Novo Cancioneiro das Testemunhas de Jeová» (PDF) (em espanhol) Letras do Novo Cancioneiro.
- «Letras do Novo Cancioneiro das Testemunhas de Jeová» (PDF) Letras do Novo Cancioneiro das Testemunhas de Jeová em português
- «Associação Mundial das  Testemunhas de Jeová - jw.org» Downloads em áudio das melodias MP3 em vários idiomas.
- «Site oficial das Testemunhas de Jeová»
- «Letras dos cânticos das Testemunhas de Jeová»
- Primeiro cancioneiro das Testemunhas de Jeová (em português)